# Leonardo Fabio Moreno
Leonardo Fabio Moreno Cortés (Santiago de Cali, Valle del Cauca, Colombia, 2 de noviembre de 1973) es un exfutbolista colombiano. Jugaba de delantero; es el 4º Goleador Histórico del América de Cali en el Torneo Colombiano con 82 goles y el 4.º sumando torneos internacionales con 98 tantos.

## Trayectoria
Apodado el Cantante por su nombre homónimo de Leonardo Favio, debutó en 1992 con el América de Cali donde fue jugador intermitente hasta 1994 cuando paso al Belgrano de Córdoba, equipo con el que consiguió un gol en ocho presentaciones, para regresar a Colombia y jugar con Santa Fe dos temporadas, recalando seguidamente en Deportes Tolima y Deportes Quindío antes de regresar a los "diablos rojos". Entre 1997 y hasta 2000, Leonardo Fabio ganó el título Colombiano de 1997 y la Copa Merconorte 1999 convirtiéndose en goleador y referente del equipo en su participación en la Copa Libertadores 2000, cuya campaña lo llevaría al América de México en el segundo semestre de la temporada. Después de su paso por las "Águilas" jugó en otros dos equipos mexicanos: el Atlético Celaya en 2001, y Jaguares de Chiapas en 2002.
Regresó en 2003 al América del "Pecoso" Castro que consiguió avanzar hasta la semifinal de la Libertadores logrando el cuarto gol del equipo en una recordada en la serie de cuartos de final ante el River Plate argentino. En 2004 se destacó por ayudar a clasificar con sus goles al América de Cali entre los ocho primeros en los dos torneos semestrales, quedando como máximo anotador del segundo torneo de aquel año junto a Leider Preciado con 15 tantos.
Regresó a Argentina para jugar en el gran San Lorenzo de Almagro y luego tuvo un periplo por varios clubes Lobos de la BUAP de México, Macará de Ecuador y Peñarol.

## Clubes
| Club                   | País      | Año       | PJ  | Goles |
| ---------------------- | --------- | --------- | --- | ----- |
| América de Cali        | Colombia  | 1992-1993 | 24  | 3     |
| Belgrano de Córdoba    | Argentina | 1994      | 8   | 1     |
| Santa Fe               | Colombia  | 1995-1996 | 11  | 5     |
| Deportes Tolima        | Colombia  | 1996      | 28  | 12    |
| Deportes Quindío       | Colombia  | 1997      | 10  | 8     |
| América de Cali        | Colombia  | 1997-2000 | 145 | 51    |
| Club América           | México    | 2000      | 15  | 4     |
| Atlético Celaya        | México    | 2001      | 17  | 9     |
| Club América           | México    | 2001      | 17  | 2     |
| Jaguares de Chiapas    | México    | 2002      | 1   | 0     |
| América de Cali        | Colombia  | 2003-2004 | 53  | 28    |
| San Lorenzo de Almagro | Argentina | 2005      | 9   | 1     |
| Atlético Nacional      | Colombia  | 2005      | 8   | 1     |
| Lobos de la BUAP       | México    | 2006      | 16  | 7     |
| Macará                 | Ecuador   | 2006      | 6   | 0     |
| Atlético Bucaramanga   | Colombia  | 2007      | 20  | 9     |
| Peñarol                | Uruguay   | 2007      | 8   | 1     |
| Deportivo Pasto        | Colombia  | 2008      | 11  | 2     |
| Boyacá Chicó           | Colombia  | 2008      | 13  | 4     |

## Palmarés

### Títulos nacionales
| Título           | Club            | País     | Año     |
| ---------------- | --------------- | -------- | ------- |
| Primera División | América de Cali | Colombia | 1992    |
| Primera División | América de Cali | Colombia | 1996/97 |

### Títulos internacionales
| Título           | Club            | País           | Año  |
| ---------------- | --------------- | -------------- | ---- |
| Copa Merconorte  | América de Cali | Colombia       | 1999 |
| Copa de Gigantes | América         | Estados Unidos | 2001 |

### Distinciones individuales
| Distinción                                  | Año  |
| ------------------------------------------- | ---- |
| Goleador del Torneo Finalización (15 goles) | 2004 |